# Ceasuri împărătești
"În ajunul praznicelor Nașterii Domnului și Botezului Domnului, precum și în Sfânta și Marea Vineri, slujba obișnuită a Ceasurilor fuzionează cu și este înlocuită de slujba mai solemnă a Ceasurilor Împărătești."https://ro.orthodoxwiki.org/Ceasurile